# 하마드 빈 이사 알칼리파
하마드 빈 이사 알칼리파 KCMG(아랍어: حمد بن عيسى آل خليفة, Hamad bin Isa Al Khalifa, 문화어: 하마드 빈 이싸 알 칼리파, 1950년 1월 28일~)는 바레인의 현 국왕(2002년 2월 이래)으로, 이전에는 아미르(1999년 3월~2002년 2월)라는 호칭으로 불렸다. 전 바레인의 아미르 이사 빈 살만 알칼리파(Isa bin Salman Al Khalifa)의 아들이다.

## 같이 보기
- 2011년 바레인 봉기